# Prirodni nuklearni reaktori
Prirodni nuklearni reaktori su nalazišta mineralne sirovine uranija, gdje analiza izotopa pokazuje da se odvijala samoodržavajuća nuklearna lančana reakcija. Jedino takvo mjesto u svijetu, koje je do sada pronađeno, je u rudniku Oklo (Gabon). Pojavu prirodnih nuklearnih reaktora je predvidio 1956. Paul Kazuo Kuroda. Uvjeti u rudniku Oklo su vrlo slični predviđanjima.
Rudnik Oklo ima 16 različitih područja, na kojima su pronađeni tragovi samoodržavajuće nuklearne lančane reakcije, koja se dogodila prije oko 2 milijarde godina i trajala je stotinama tisuća godina, a razvijala je snagu oko 100 kW.

## Povijest
U svibnju 1972., u mjestu Pierrelatte (Francuska), gdje se nalazi postrojenje za obogaćivanje uranija, redovito su se pregledavali uzorci mineralnih sirovina iz rudnika Oklo masenom spektrometrijom i primijećeno je da ima manje uranija-235 nego što je normalno za nalazišta uranija. Normalna koncentracija uranija-235 je 0,72%, a uzorci iz Okla su imali 0,717%, što je velika razlika. Mjerenja koncentracija mineralnih sirovina uranija su vrlo točna, jer se vodi briga da višak ne bi završio kao nuklearno oružje. Od tada su počela istraživanja u Gabonu i prije svega su proučavani uranij-235 i uranij-238, dva najvažnija izotopa uranija. Naknadno su proučavani izotopi neodimija i rutenija, koji nastaju nakon nuklearne lančane reakcije.
Smanjenje koncentracije uranija-235 događa se normalno u nuklearnom reaktoru i zato je logično objašnjenje da se u rudniku Oklo nekad odvijala nuklearna lančana reakcija. Kasnija istraživanja su pokazala da se to dogodilo prije oko 2 milijarde godina i to na 16 mjesta u području rudnika Oklo.

### Izotopi neodimija
Izotopi neodimija su pronađeni u različitim koncentracija nego što je normalno u Zemljinoj kori. Tako na primjer, prirodni neodimij ima 27% izotopa neodomija-142, dok je u Oklu pronađeno samo 6%, što se podudara s podacima iz nuklearnih elektrana.

### Izotopi rutenija
Istraživanja su pokazala da u Oklu ima izotopa rutenija-99 u puno većoj koncentraciji nego je normalno u Zemljinoj kori, bilo ga je 27% do 30%, a normalno ga ima 12,7%. Povećana koncentracija rutenija-99 nastaje radioaktivnim raspadom tehnecija-99. Izotop rutenij-100 nastaje radioaktivnim raspadom molibdena-100, koji ima vrlo dugo vrijeme poluraspada od 1019 godina, i zato ga nema u radioaktivnom otpadu.

## Objašnjenje
Prirodni nuklearni reaktor nastaje kada podzemna voda preplavi mineralna nalazišta uranija, pa voda služi kao usporivač neutrona ili moderator, pa je nuklearna lančana reakcija mogla započeti. Toplina koja nastaje nuklearnom fisijom je omogućila da voda ispari, da bi usporila ili zaustavila nuklearnu lančanu reakciju. Nakon zaustavljanja i hlađenja, nuklearna fusija bi se ponovo pojavila kod novog prodora podzemne vode. I tako je ta pojava trajala stotinama tisuća godina, sve dok se nuklearno gorivo nije potrošilo. 
Nuklearna fisija stvara pet poznatih izotopa plina ksenona i svi su ono pronađeni u području prirodnog nuklearnog reaktora. Koncentracija ksenonovih izotopa je omogućila da se izračuna trajanje vremena perioda rada nuklearnog reaktora: nakon 30 minuta zagrijavanja, nastupilo bi 2,5 sati hlađenja i tako svakih 3 sata.
Odlučujući utjecaj da se prirodna nuklearna reakcija uopće pojavila, je bila da je prije 2 milijarde godina u rudnicima bilo oko 3% izotopa uranija-235 (obogaćeni uranij), što imamo i u današnjem nuklearnom gorivu. Budući da vrijeme poluraspada uranija-235 je puno kraće od uranija-238, koji se ne raspada, zato je pronađeno samo 0,717% uranija-235. Normalno, nuklearna fisija drugih nalazišta uranija nije moguća bez teške vode. 
Rudnik Oklo u Gabonu je jedino poznato mjesto u svijetu, gdje su pronađeni dokazi da se pojavio prirodni nuklearni reaktor. Osim povoljne kombinacije mineralnih sirovina uranija, podzemne vode i nekih drugih uvjeta, bitno je u to vrijeme bio i sadržaj kisika u Zemljinoj atmosferi. Da bi se pokrenuo prirodni nuklearni reaktor, trebalo je i više od 3% uranija-235 u slojevima uranijeve mineralne sirovine (normalno je je 0,72%). Uranij je topiv u vodi samo uz prisustvo kisika. Zato je povećana koncentracija kisika u atmosferi omogućila da se uranij-235 otopi u podzemnim vodama, koje su omogućile njegovu povećanu koncentraciju u nalazištima uranija. 
Procijenjeno je da je u mineralnim žicama rudnika Oklo, debljine od centimetar do metar, potrošeno oko 5 tona uranija-235, čime se temperatura povećala na nekoliko stotina ºC.